# نادية مبروك
نادية مبروك (1958 -) هي إذاعية مصرية ورئيسة الإذاعة المصرية سابقا، وعضو مجلس الشيوخ المصري.

## حياتها ونِشأتها
ولدت بالقاهرة سنة 1958، تخرجت من كلية الإعلام جامعة القاهرة سنة 1980، عملت في الإذاعة منذ أن كانت في الصف الثالث من الجامعة، عشقت الإذاعة منذ أن كانت طالبة، وتعلقت بالعمل الإذاعى واستمرت في العمل حتى تولت منصب رئيس الإذاعة المصرية.

## مسيرتها
- قدمت عدة برامج مميزة تعلق بيها المستمع، منها ابتسامة ومعلومة والعالم بين أطراف أصابعك و100 دقيقة مع الشباب ودنيا المنوعات وحكاوى ولليل وآخرة.[4]
- تعتبر رابع سيدة تتولى رئيس إذاعة الشباب والرياضة، وثالث سيدة تتولى منصب رئيس الإذاعة المصرية.[5]
- كانت ضمن أعضاء اللجنة التأسيسية لنقابة الإعلاميين.[6]
- رئيس مجلس إدارة شركة صوت القاهرة للصوتيات والمرئيات[7] [8]وهي اول أمرأة تتولى هذا المنصب للشركة.[9]
- وقع الاختيار على نادية مبروك، رئيس الإذاعة المصرية السابق، لكى تكون عضوا بمجلس الشيوخ لعام 2020، تكليلا لمسيرتها الكبيرة في العمل الإذاعى.[10]
- عضو بمجلس الشيوخ بعدما أصدر الرئيس المصري عبد الفتاح السيسى[11]، قرار الخاص بتعيين مائة عضو بالمجلس، وفقا للقانون رقم 141.[12]